# Station Tagolsheim
Station Tagolsheim is een spoorwegstation in de Franse gemeente Tagolsheim.